# جمعية المسلمين المتحدين في هونغ كونغ
جمعية المسلمين المتحدين في هونغ كونغ (بالصينية 香港穆斯林聯會)، هي منظمة إسلامية خيرية في هونغ كونغ تأسست عام 1997،وتدير الجمعية مركز مسجد شيونغ شوي الإسلامي الذي هو قيد الإنشاء حالياً في الأراضي الجديدة لهونغ كونغ، وللجمعية نشاطات عدة، رعاية المسنين وإقامة المدارس، كالمدرسة الابتدائية الدولية في يوين لونغ،